# Ensemble Lucilin
Lucilin, ou United Instruments of Lucilin, est un ensemble instrumental luxembourgeois créé en 1999, se vouant exclusivement à la diffusion et à la création d'œuvres des XXe et XXIe siècles.

Les musiciens de l'Ensemble United Instruments of Lucilin

## Discographie
- 2023 : CTRL Variations, Pascal Schumacher
- 2015 : The Raven, Toshio Hosokawa (Charlotte Hellekant, United Instruments of Lucilin, Kentaro Kawase)
- 2014 : 15, United Instruments of Lucilin
- 2009 : 10, United Instruments of Lucilin
- 2009 : Alexander Müllenbach, United Instruments of Lucilin, dir. David Reiland
- 2007 : Goldberg's Ghost, Bach, Ton De Kruyf, Knox, Pauset, Reuter, Struber, United Instruments of Lucilin
- 2003 : Mark Foster, Lenners, Fafchamps, Francesconi, Zinsttag, Maresz, Vinao, United Instruments of Lucilin